# Chiesa di Santa Maria Annunciata (Bienno)
La chiesa di Santa Maria Annunciata sorge al centro del paese di Bienno, nella località che nel medioevo era detta "in ortis".
La facciata rivolta a nord-est presenta un oculo in arenaria rossa, mentre il portale goticheggiante è bicromo. Il lato sud-est è ricoperto dall'affresco di numerosi santi, tra i quali un enorme San Cristoforo, e caratterizzato da un portale trilobato goticheggiante che è stato chiuso e rovinato dall'apertura di un nuovo ingresso alla sua destra.
Si data la struttura al XV secolo anche se scavi archeologici hanno rinvenuto un substrato di epoca romana. La chiesa, eretta e di proprietà della comunità di Bienno, raccoglie all'interno numerosi affreschi legati alle famiglie committenti.

## Gli affreschi
Sulla parete destra, subito a seguito dell'ingresso, vi è una scala che porta al piano superiore dove era ospitato il coro.
Alla terza campata destra, prima dell'altare, sono rappresentate numerose scene della vita di san Francesco, danneggiate nel settore centrale, attribuite a Giovanni Pietro da Cemmo e aiuti. Al di sotto è invece rappresentato l'affresco del "Dogma della morte", dove sette persone di varie categorie sociali portanti doni vengono colpite indistintamente dalle frecce di una figura scheletrica.
Numerose sono le scene di Madonna in trono con bambino, e più volte compare la figura infantile di Simonino di Trento, con gli strumenti del "martirio": pinze e tenaglie. Presenti anche i santi Giovanni, Sebastiano e Rocco e le sante Lucia e Apollonia.
Il presbiterio, separato del resto della chiesa da un arco affrescato dal Da Cemmo riportante dieci Sibille, raccoglie invece gli affreschi del Romanino effettuati tra il 1537 e il 1541, che rappresentano lo sposalizio della Vergine e la presentazione al tempio. L'altare centrale è infine decorato da una pala dell'Annunciazione del 1634 di Giovanni Mauro della Rovere, detto il Fiammenghino.

## Galleria d'immagini

Affreschi di madonne in trono e crocefissione
Crocefissione
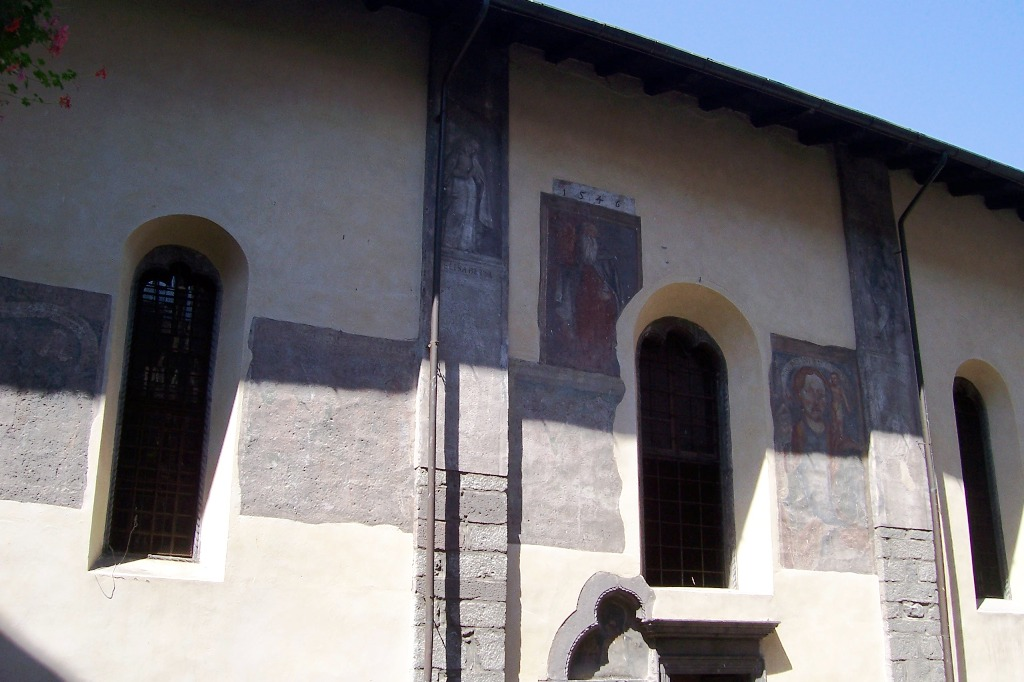
Esterno, parete sud-est
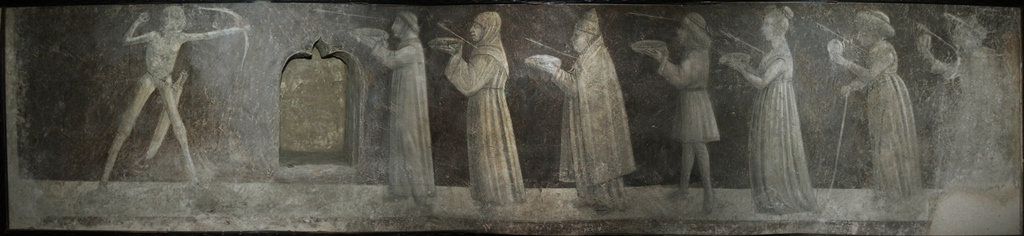
Trionfo della morte
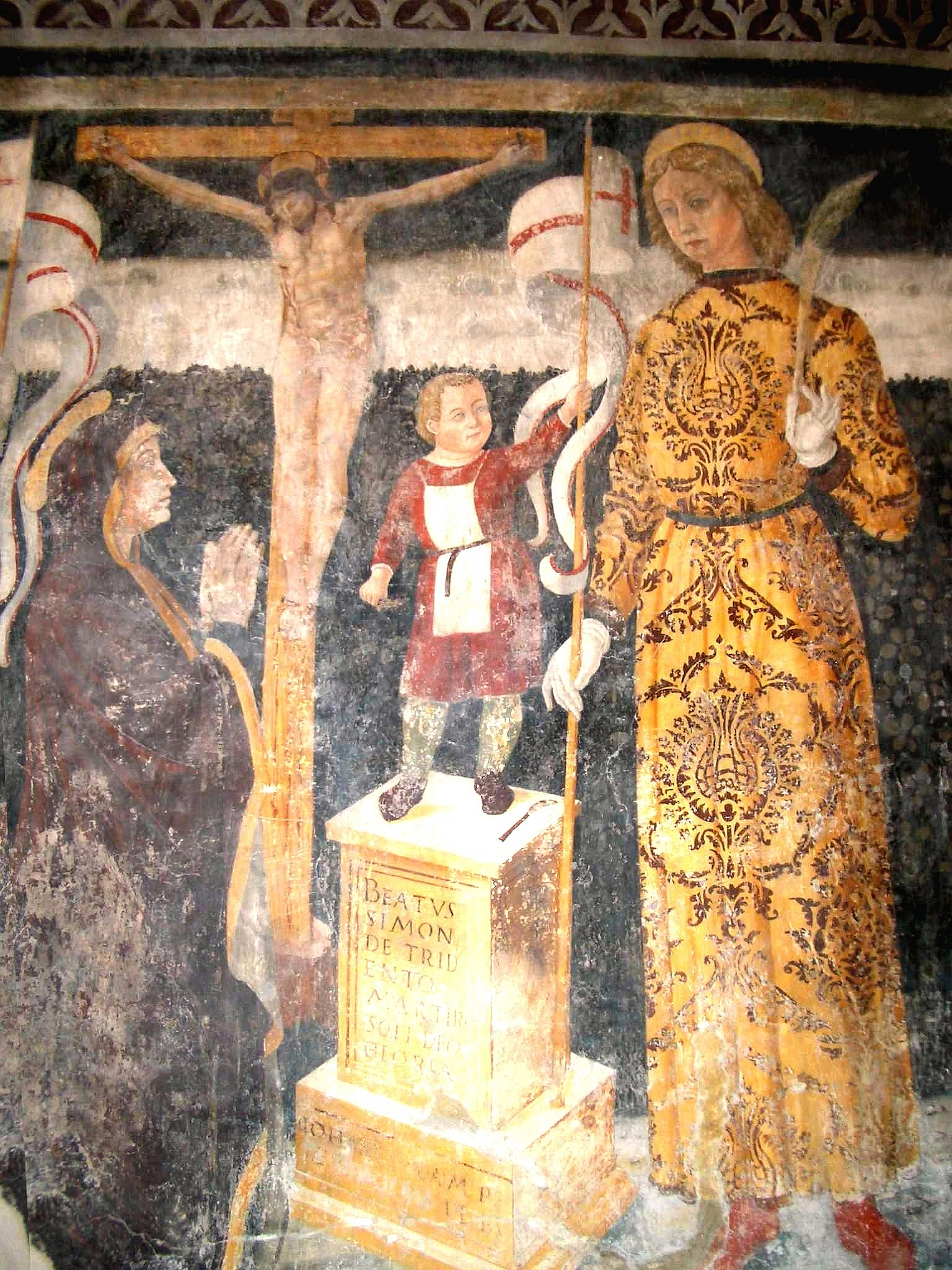
Simonino di Trento
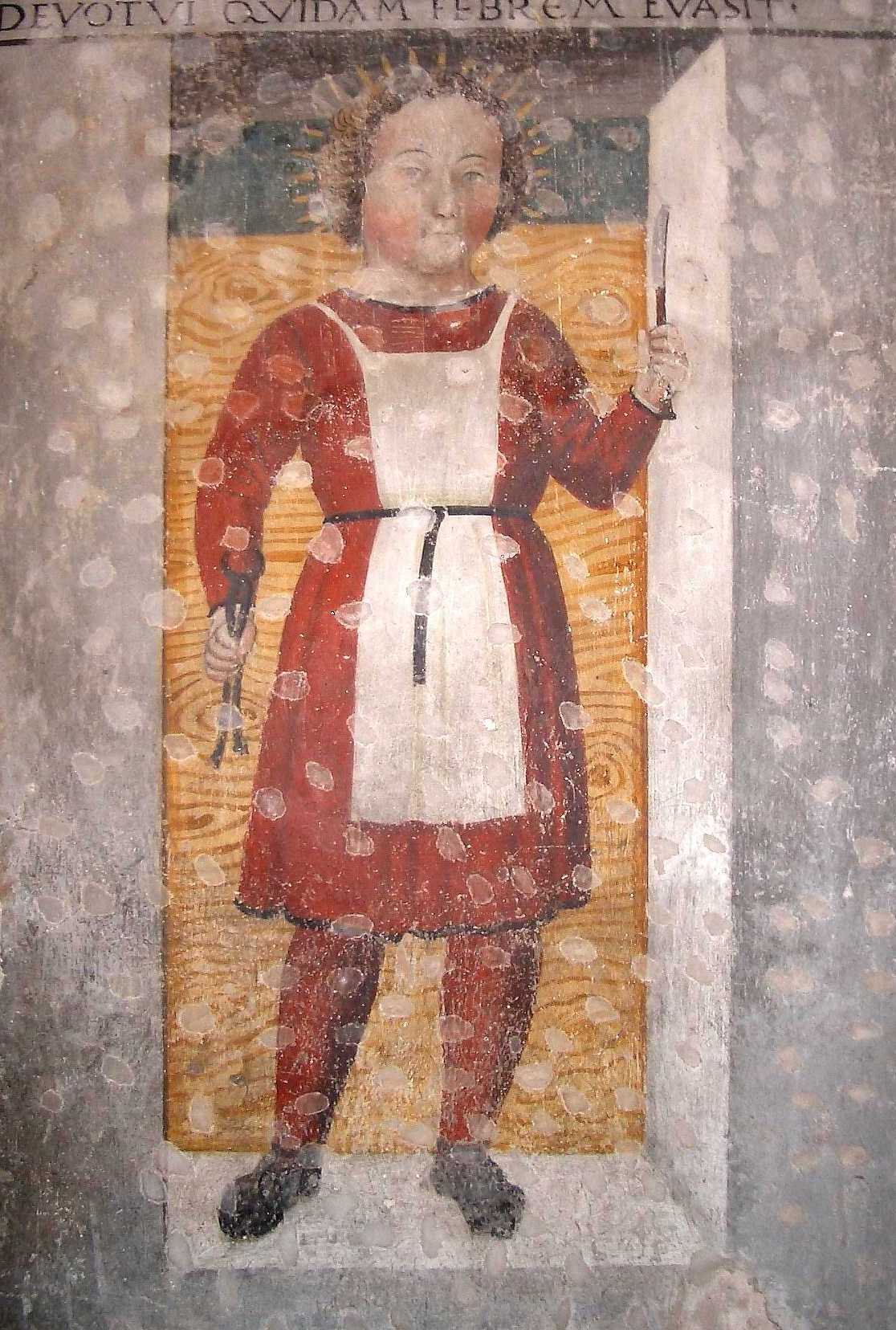
Simonino di Trento

## Gli affreschi del Romanino

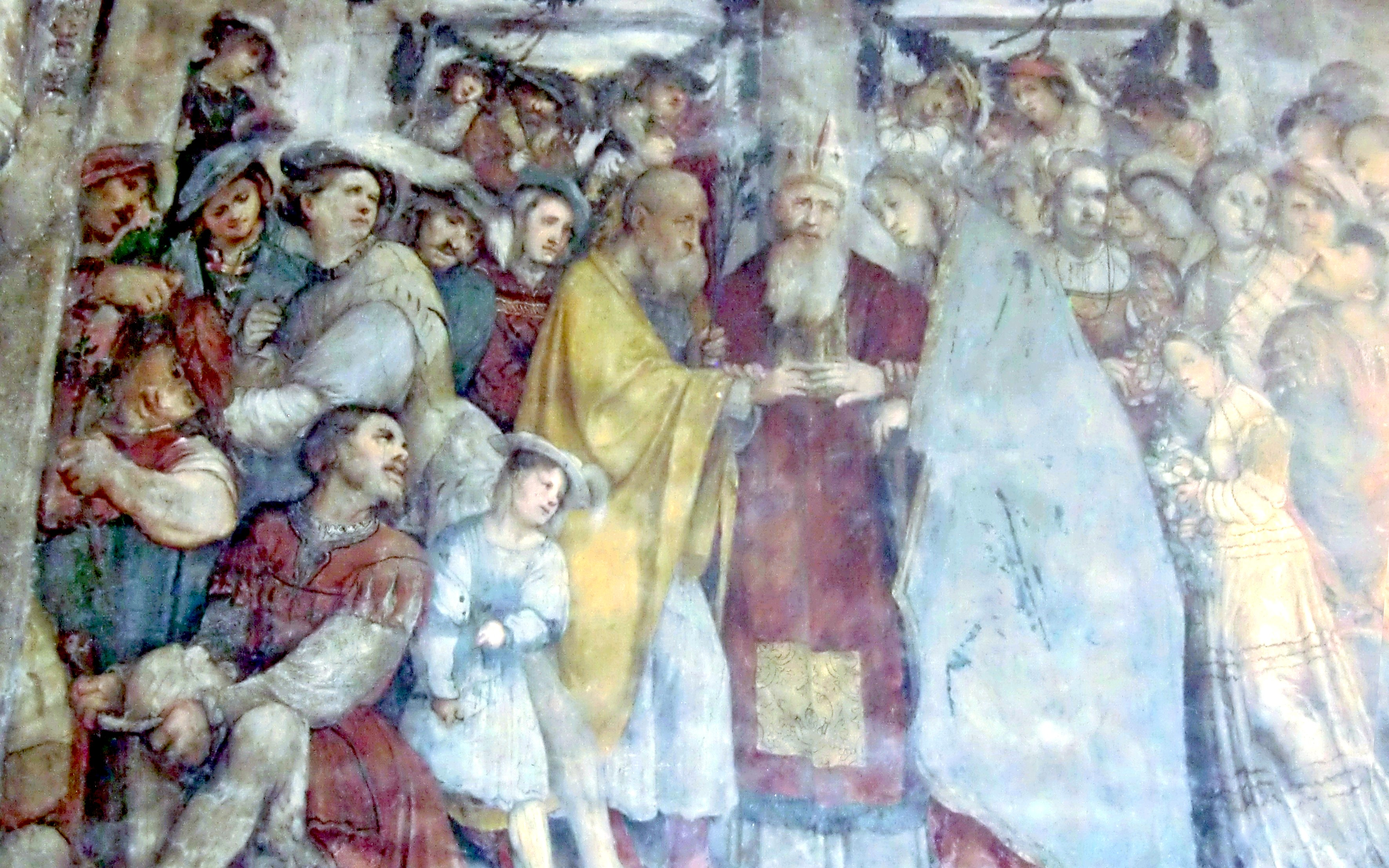
Romanino, Lo sposalizio della Vergine

Gli affreschi del Romanino conservati nel presbiterio risalgono al 1540 e costituiscono, dopo Pisogne e Breno, l'ultima tappa del suo lavoro artistico in Valcamonica. Avendo la chiesa acquisito nuovamente dalla curia di Brescia il diritto ad amministrare i sacramenti, i rappresentanti della vicinia di Bienno, vollero allogare al pittore bresciano l'esecuzione di un importante ciclo di affreschi dedicati alla Vergine Annunciata, che doveva ricoprire le tre pareti del presbiterio.
Vi si riconoscono agevolmente, nonostante il degrado del tempo, sulla parete destra la scena dello Sposalizio della Vergine, e su quella sinistra la Presentazione di Maria al Tempio. L'affresco che occupava la parete di fondo è stato mutilato dalla sistemazione della grande secentesca pala d'altare raffigurante l'Annunciazione attribuita a Giovanni Mauro della Rovere, detto il Fiammenghino; i frammenti di affresco che si osservano ai lati della pala sono generalmente identificate come particolari dell'Incontro di Anna e Gioacchino o di Gioacchino cacciato dal Tempio.

Nello Sposalizio della Vergine Romanino adotta un'impaginazione della scena analoga a quella già adottata a Breno, con il registro inferiore dedicato all'evento sacro ed il registro superiore contraddistinto da architetture illusive che ospitano personaggi che guardano la scena, come se assistessero ad una sacra rappresentazione. La raffigurazione della cerimonia nuziale è posta all'interno di un quadriportico formato da colonne ioniche, tra le quali sono sospesi festoni arborei; sopra di esso si apre una balaustra aggettante popolata da spettatori. Al centro della scena, disposte secondo uno schema piramidale, stanno le figure di San Giuseppe, del Sommo Sacerdote e di Maria, vestita con un lungo manto azzurro: le tre figure sono colte nel momento dello scambio degli anelli, mentre attorno ad esse si addensa una moltitudine variegata di personaggi. Alla sinistra dello sposo stanno, come vuole la consueta iconografia, i pretendenti con in capo cappelli piumati, intenti a spezzare le verghe che non fiorite, più malinconici che indispettiti. È in realtà una folla paesana quella che il pittore mette in scena, con i volti dei partecipanti posti l'uno accanto all'altro, a riempire interamente lo spazio disponibile, come se l'intera "vicinia" di Bienno si fosse presentata per prender parte al rito nuziale. In mezzo alla calca si colgono le tenere figure della fanciulla vestita di bianco che porge un mazzo di rose e della bimba con il cappellino e l'abito azzurro, dall'aria un po' smarrita. Rispetto ai precedenti lavori del suo percorso camuno, Romanino sembra qui 
(F. Frangi, Per un percorso di Romanino, oggi, in AA.VV., Romanino, un pittore in rivolta nel Rinascimento italiano, Silvana Editoriale, 2006, pp. 36-37)
La impaginazione della Presentazione di Maria al Tempio richiama alla mente, con la ripida scala posta al centro della scena, quella dell'Ecce Homo di Pisogne. Il Sommo Sacerdote, in alto sulla scala attende una tenera Maria, ancor bambina, che percorre incerta gli alti gradini, mentre Anna e Gioacchino assistono in basso alla scena; alle loro spalle stanno rispettivamente le donne e gli uomini invitati alla cerimonia. Dietro un Gioacchino, elegantemente vestito con in capo un turbante, notiamo un robusto pastore che reca a spalle l'agnello sacrificale. Accanto ad esso è posta la toccante figura di un bambino dalla veste rossa che stringe tra le braccia un coniglio.
La consueta bipartizione tra lo spazio architettonico in cui si svolgono le scene di Anna e Gioacchino raccontate dai vangeli apocrifi, ed il loggiato sovrastante riservato agli spettatori connota anche gli affreschi realizzati sulla parete centrale del presbiterio, e poi manomessi dall'inserimento della grande pala d'altare. Sulla destra riconosciamo, con indosso la veste di broccato ornata di pelliccia che compare anche nella scena delle Presentazione, la figura di Gioacchino, con alle spalle Anna che si affaccia tra le arcate del portico; di fronte ad esso sta un Sacerdote con il quale sembra che si sia instaurata un'animata discussione.
Sul ciclo di Santa Maria Annunziata si è osservato:
(F De Leonardis, La via del Romanino dal Sabino alla Valcamonica, testo reperibile al sito )

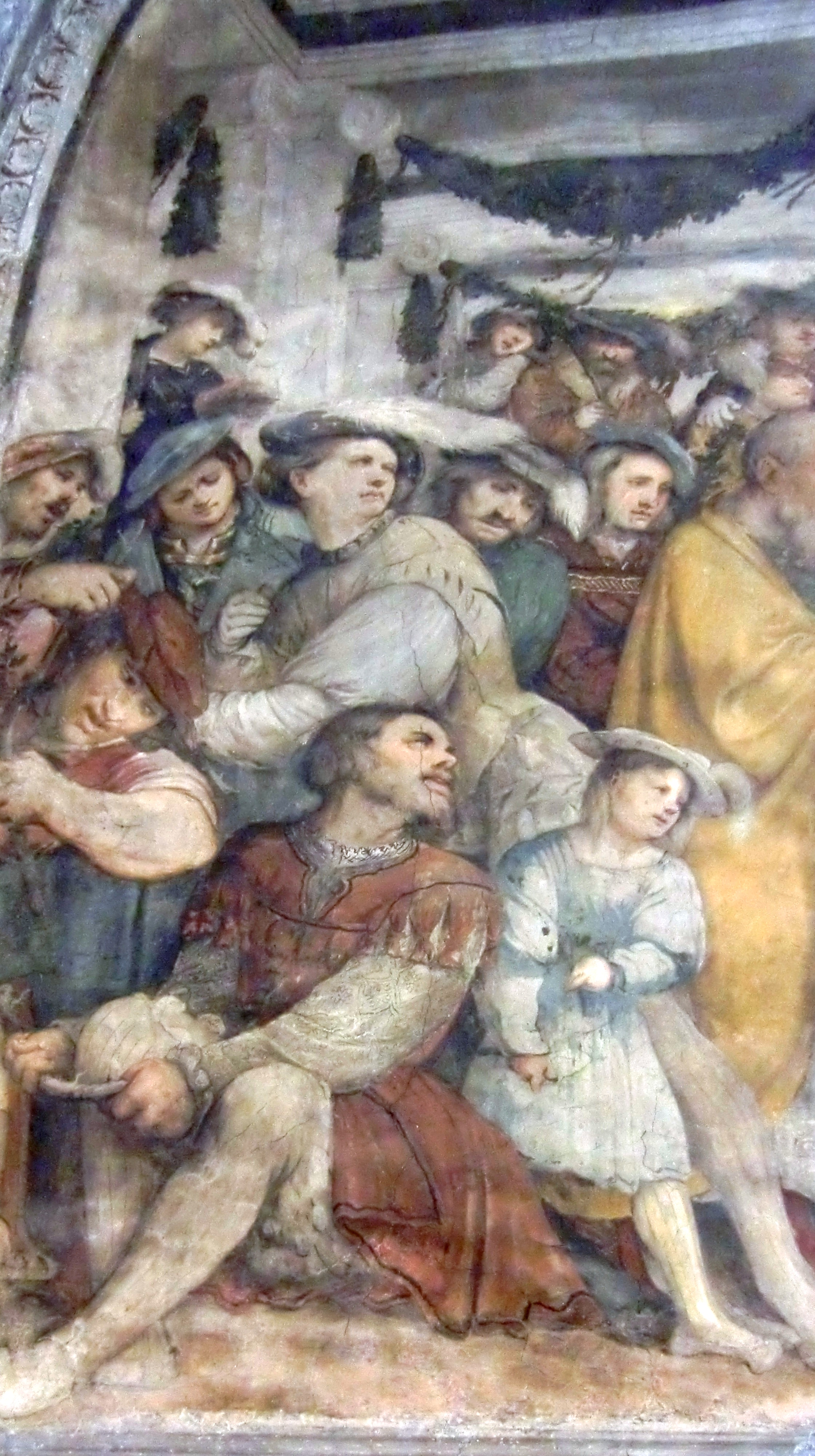
Lo sposalizio della Vergine, particolare
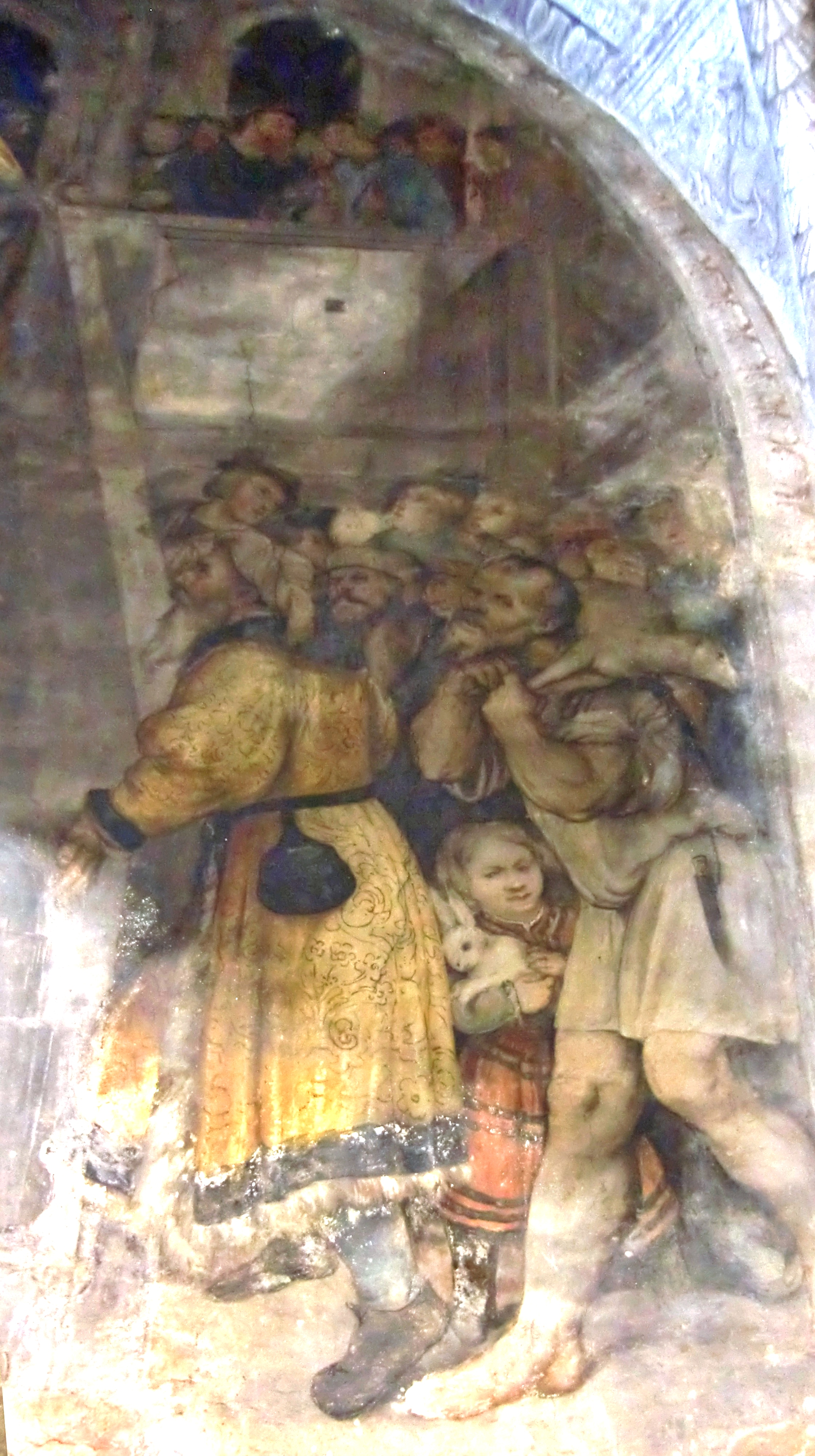
Presentazione di Maria al Tempio, particolare
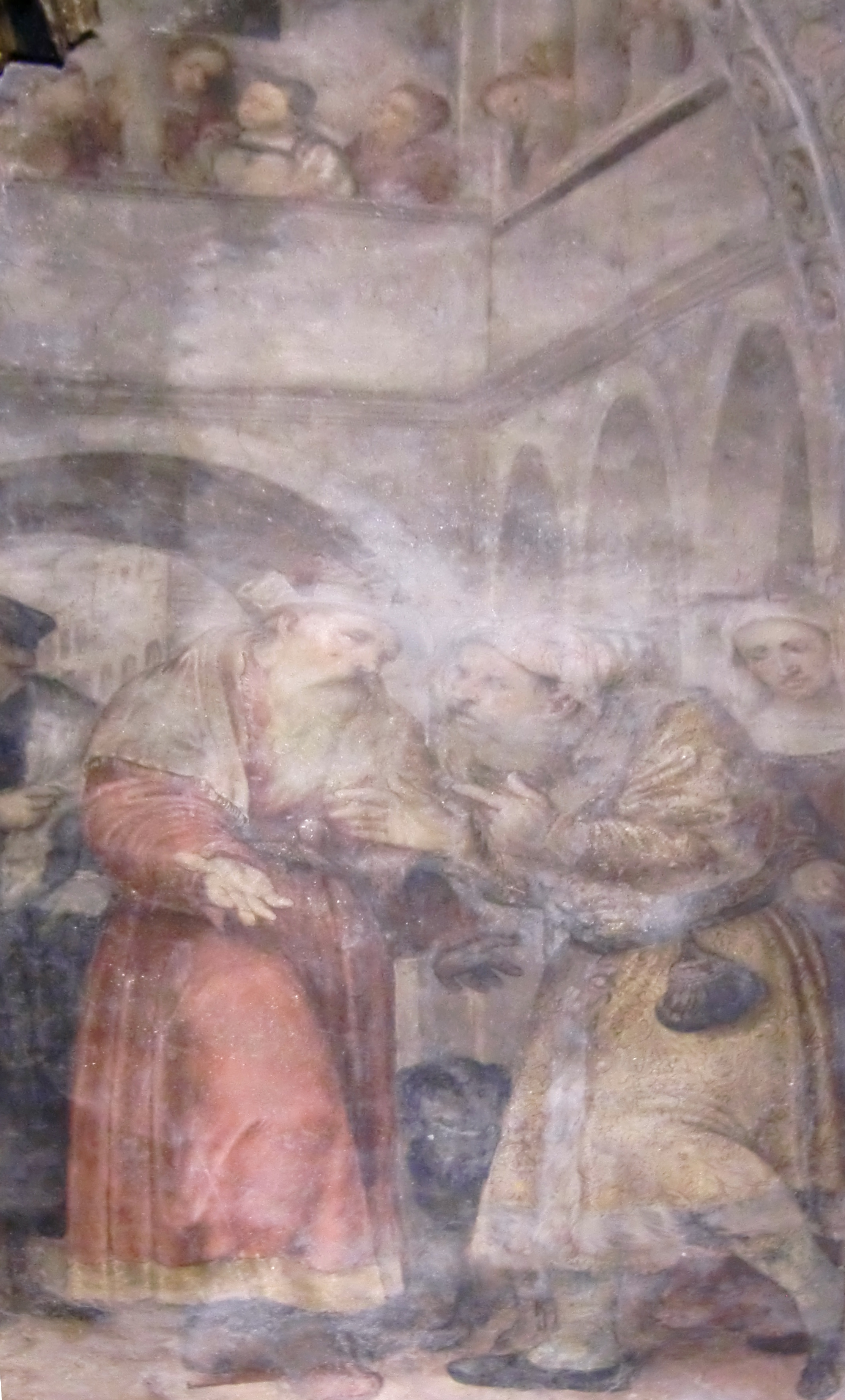
La cacciata di Gioacchino dal Tempio (?), particolare